# Le Christ devant Pilate (suiveur de Bosch)
Le Christ devant Pilate (ou Comparution devant Pilate) est un tableau du XVIe siècle attribué à un suiveur de Jérôme Bosch et conservé au musée d'art de l'université de Princeton.

## Description
Peint à l'huile et à la tempera sur un panneau de chêne, le tableau mesure 80 cm de haut sur 104 de large (ou 101 cm sur 125,4 avec son cadre). Il n'a jamais été tronqué car il présente des barbes et des bords non peints sur ses côtés.
Les coins supérieurs de l'image présentent des éléments architecturaux peints en trompe-l’œil et imitant un remplage gothique en pierre partiellement brisé.
La scène, tirée du Nouveau Testament, montre des soldats menant le Christ devant le gouverneur romain Ponce Pilate. Cédant aux cris d'une foule haineuse, ce dernier accepte que Jésus soit crucifié. Cependant, comme il refuse d'assumer la responsabilité d'une exécution qu'il estime injustifiée, il se lave ostensiblement les mains et affirme : « Je suis innocent du sang de ce juste. Cela vous regarde » (Matthieu 27:24). On voit en effet, à l'extrême droite, un serviteur apportant un broc d'eau (ou une aiguière) pour en remplir un plateau ou bassin en or posé sur une table devant le gouverneur.
L'exagération caricaturale des expressions et les traits difformes des personnages représentés à mi-corps sur un fond uni évoquent certains tableaux de Quentin Metsys et surtout le Portement de Croix de Gand, réalisé par Bosch ou l'un de ses disciples. Comme dans cette dernière œuvre, certains personnages grotesques arborent des bijoux corporels autour de leurs bouches grimaçantes.
Une autre version de cette scène, appartenant au musée Boijmans Van Beuningen de Rotterdam (en prêt de longue durée au Noordbrabantsmuseum de Bois-le-Duc) et longtemps considérée comme une bonne copie d'un original perdu voire comme une œuvre originale, présente quelques points communs avec le tableau de Princeton (composition générale, attitude du Christ, bassin et aiguière), mais sa facture est assez différente. Le soldat criant au centre de la composition se retrouve dans une troisième version du Christ devant Pilate conservée au Musée d'art de São Paulo. Ces deux tableaux sont aujourd'hui attribués à des suiveurs des années 1520.

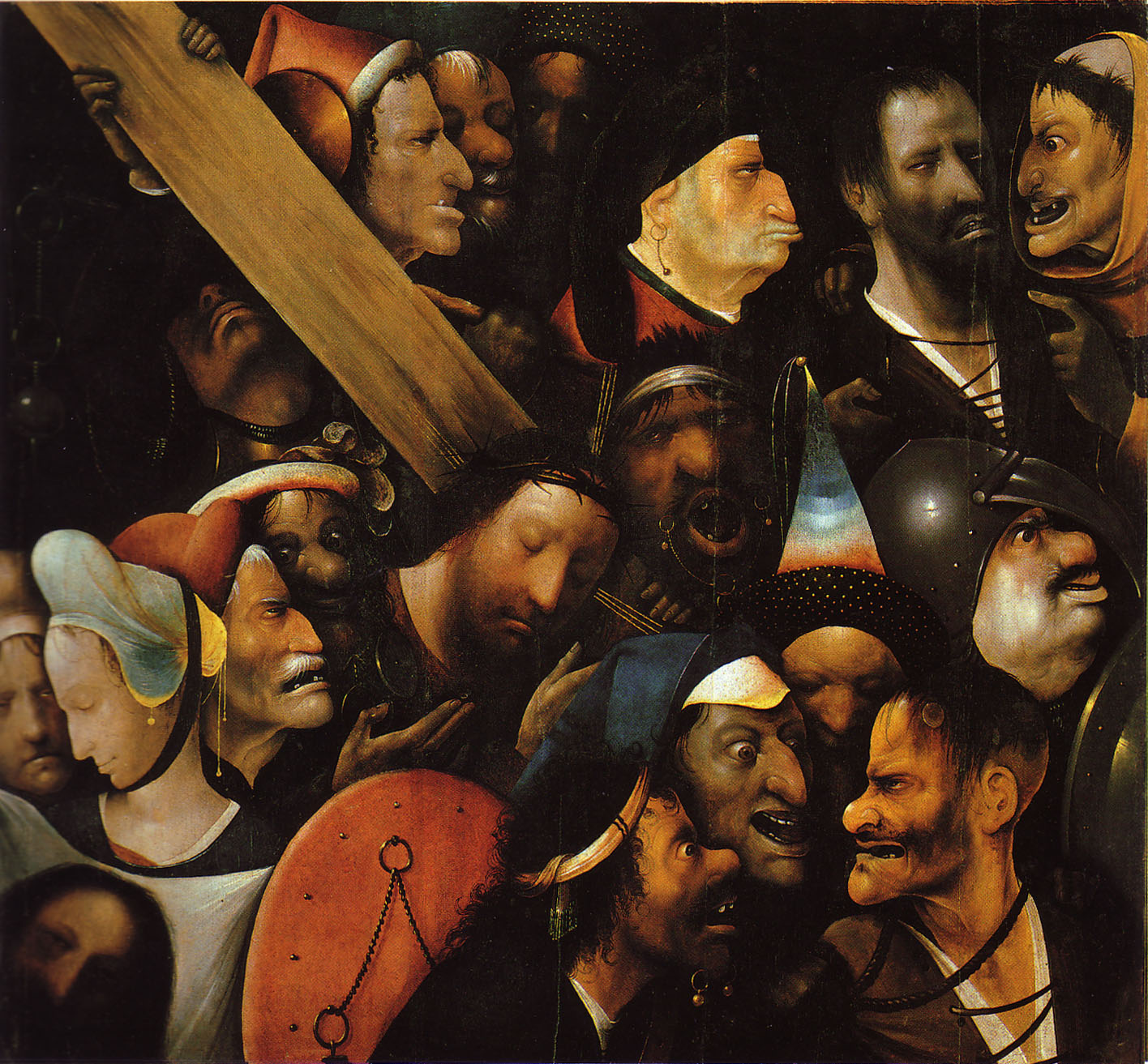
Portement de Croix de Gand
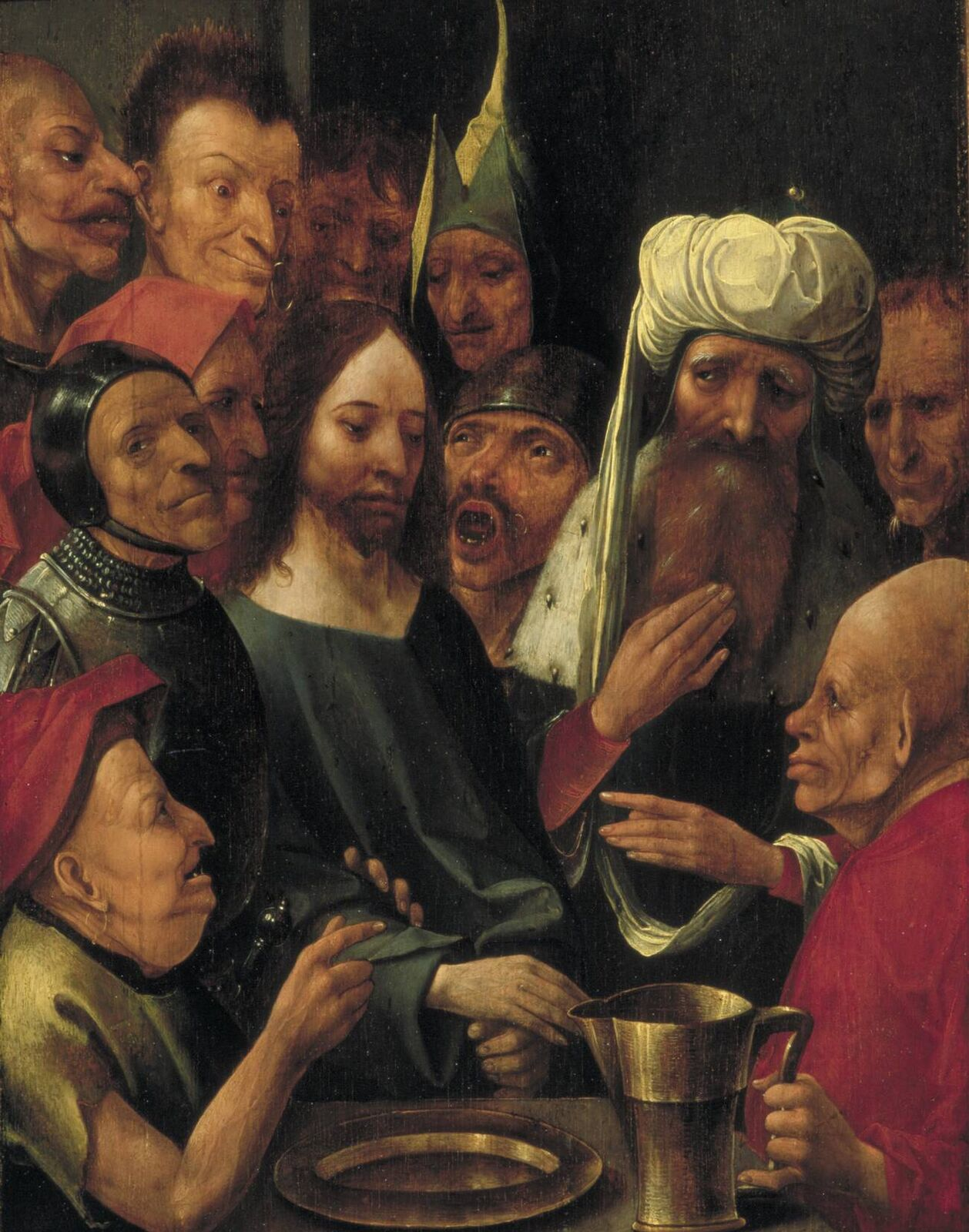
Le Christ devant Pilate du musée Boijmans Van Beuningen
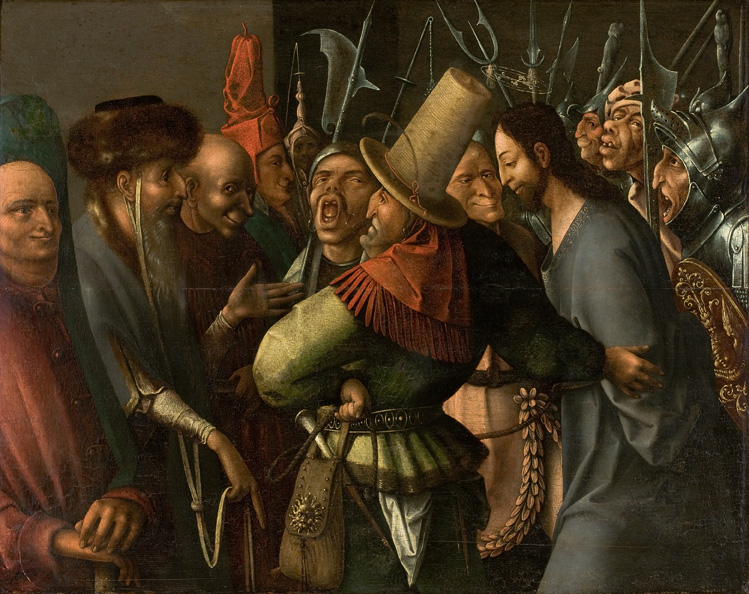
Version du Musée d'art de São Paulo

## Historique et attribution
On considère aujourd'hui que Le Christ devant Pilate, vraisemblablement originaire des Pays-Bas des Habsbourg, aurait été réalisé autour de 1520, donc quelques années après la mort de Bosch (1516). L'analyse dendrochronologique du panneau prouve en tout cas qu'il n'a pu être peint avant 1507.
L’œuvre a été acquise en 1891 auprès du marchand d'art londonien Colnaghi par l'historien de l'art Allan Marquand (en). Elle est exposée dès 1922 à Princeton, alma mater de son propriétaire. Donnée en legs par Marquand, mort en 1924, elle rejoint donc dès 1925 le musée de l'université, où elle bénéficie d'une restauration en 1948.
Pendant la majeure partie du XXe siècle, le Christ devant Pilate est considéré comme autographe par des auteurs faisant autorité tels que Friedländer et Tolnay. Dès les années 1940, Baldass puis Combe expriment sur l'authenticité du tableau des doutes partagés par Cinotti, qui relève « une certaine dureté métallique et une recherche trop poussée des effets grotesques ». En 1980, Gerd Unverfehrt présente le tableau comme l’œuvre d'un suiveur. Frédéric Elsig partage cet avis, jugeant que l'« écriture » du tableau est « sèche » et donc « bien distincte » de celle de Bosch. Selon lui, ce « pastiche » pourrait avoir été exécuté durant les années 1520, les remplages des coins supérieurs lui rappelant ceux des revers des volets du retable de la confrérie de la Sainte-Croix à Furnes, peints par Barend van Orley peu avant 1522. La réflectographie infrarouge n'a relevé aucun dessin sous-jacent,, ce qui éloigne le tableau des réalisations du maître et de son atelier.

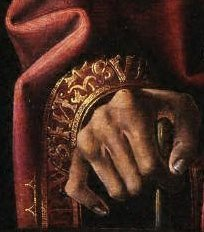
Détail de la manche de Pilate avec une curieuse inscription en lettres d'or.

Fréquemment rapproché d'autres tableaux de la Passion avec de grandes figures caricaturales à mi-corps tels que le Couronnement d'épines de L'Escurial et le Triptyque de la Passion de Valence, le panneau de Princeton a pu lui-aussi être produit dans un atelier anversois plusieurs années après la mort du maître de Bois-le-Duc.
Contrairement au triptyque de Valence et à de nombreuses autres réalisations de suiveurs, le tableau de Princeton ne contient pas de référence directe à des œuvres connues de Bosch. Cependant, les broderies dorées de la manche droite de Pilate contiennent une curieuse inscription (« BVSHI SVB », ou « BUS FACIEBAT » ?) qui pourrait peut-être vouloir suggérer que Bosch serait l'inventeur de la composition originale.